# Yetón
Yetón är en ort i Mexiko.   Den ligger i kommunen Aldama och delstaten Chiapas, i den sydöstra delen av landet, 700 km öster om huvudstaden Mexico City. Yetón ligger 1 561 meter över havet och antalet invånare är 319.
Terrängen runt Yetón är kuperad söderut, men norrut är den bergig. Terrängen runt Yetón sluttar norrut. Runt Yetón är det ganska tätbefolkat, med 166 invånare per kvadratkilometer. Närmaste större samhälle är El Bosque, 15,6 km norr om Yetón. Omgivningarna runt Yetón är en mosaik av jordbruksmark och naturlig växtlighet.